# 普罗讷
普罗讷（法語：Prosnes，法語發音：[pʁon]）是法国马恩省的一个市镇，属于兰斯区。

## 地理
普罗讷（49°11'31"N, 4°17'32"E）面积32.79 平方千米，位于法国大東部大區马恩省，该省份为法国东北部内陆省份，北起阿登省，西北接埃纳省，西南接塞纳-马恩省，南至奥布省，东南接上马恩省，东临默兹省。
与普罗讷接壤的市镇（或旧市镇、城区）包括：欧贝里沃、巴科讷、贝讷-诺鲁瓦、蓬法韦热-莫龙维利耶、圣马丹勒勒、塞特索、瓦勒德韦勒、沃德桑库尔。

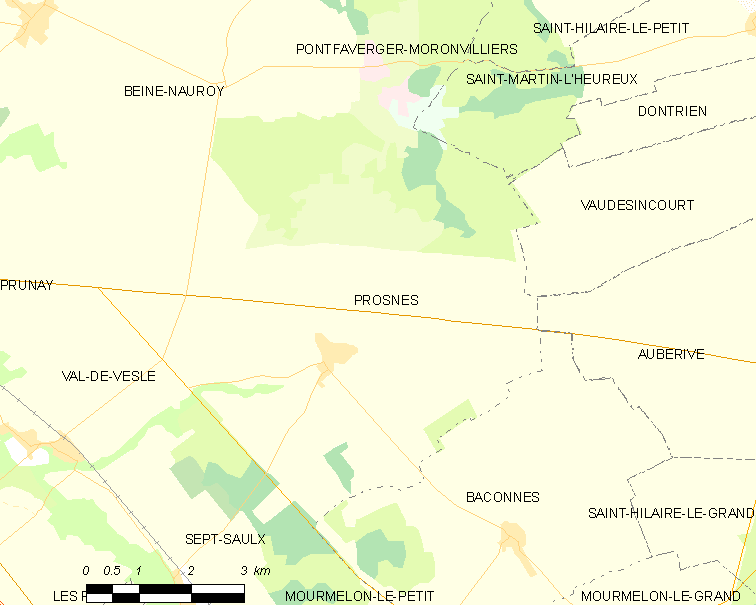
普罗讷的OSM定位图

普罗讷的时区为UTC+01:00、UTC+02:00（夏令时）。

## 行政
普罗讷的邮政编码为51400，INSEE市镇编码为51447。

## 政治
普罗讷所属的省级选区为穆尔默隆-韦勒-香槟山县。

## 人口

1962-2008年间普罗讷人口变化图示

普罗讷于2022年1月1日时的人口数量为485人。